# Nina Myral
Eugénie Hortense Gruel, dite Nina Myral (née le 26 juin 1884 dans le 10e arrondissement de Paris et morte le 30 mars 1975 à Draveil dans l'Essonne) est une actrice, danseuse et chanteuse française.

## Biographie

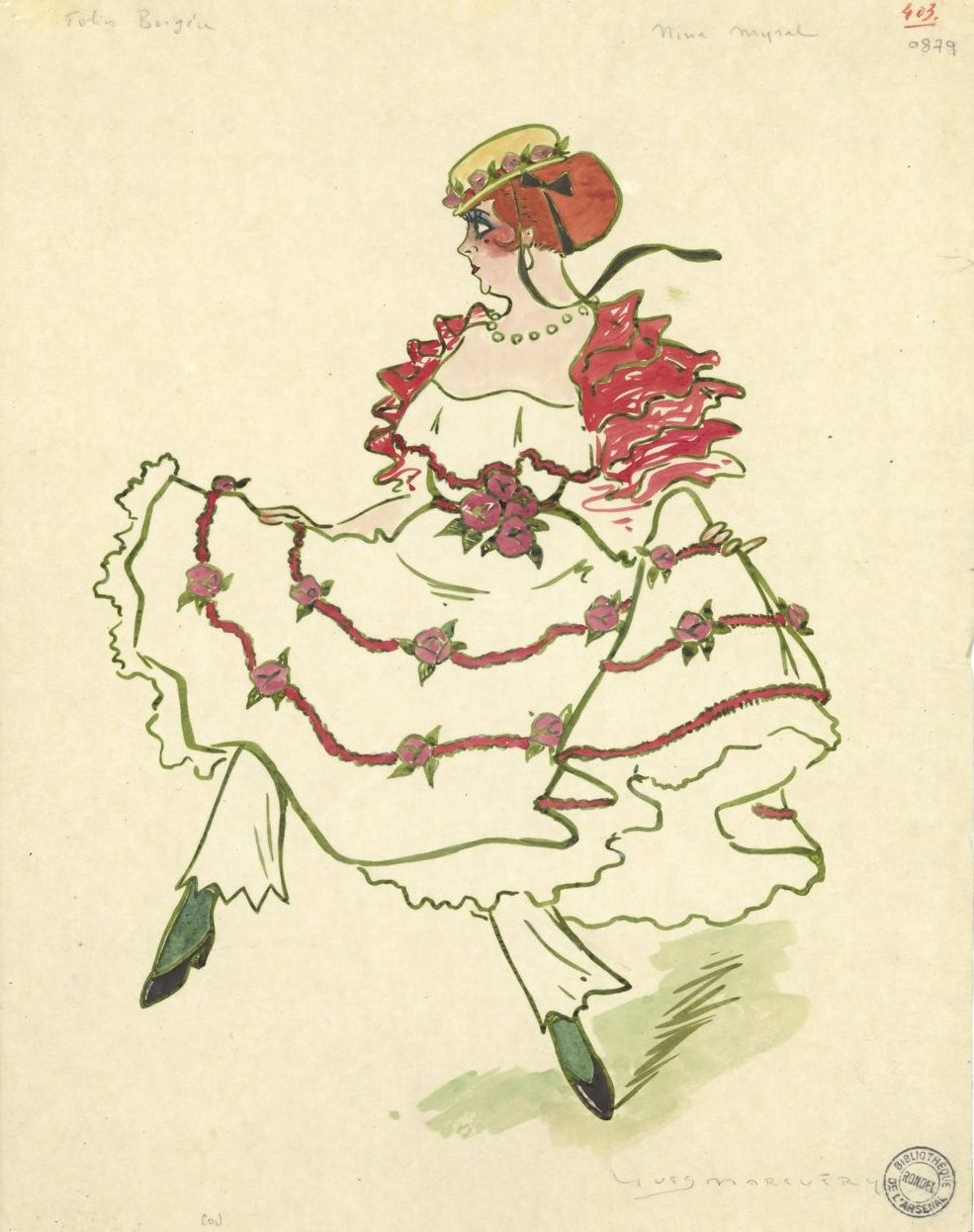
Nina Myral dans "La revue des Folies Bergère"
de Michel Carré et André Barde
dessin de Yves Marevéry, 1913

## Filmographie
- 1916 : Paris pendant la guerre d'Henri Diamant-Berger
- 1917: Une soirée mondaine / Ils y viennent tous au cinéma, court métrage de Henri Diamant-Berger
- 1923 : Gonzague d'Henri Diamant-Berger : Pierrette
- 1922 : Le Mauvais Garçon d'Henri Diamant-Berger : La bonne
- 1931 : Tout s'arrange d'Henri Diamant-Berger : Mme Dupetit-Flageot
- 1931 : Coiffeur pour dames de René Guissart : Mme Guilbert
- 1931 : L'Indéfrisable de Jean de Marguenat (court métrage)
- 1932 : Les Bleus de l'amour de Jean de Marguenat - La comtesse
- 1932 : Histoires de rire de Jean Boyer (court métrage) dans le sketch : Gratte-ciel : La vieille cuisinière
- 1932 : Je vois ça d'ici / Un coup de téléphone de Jean Caret - court métrage -
- 1932 : Quand monsieur voudra de Jean Marguerite - court métrage -
- 1932 : La Saisie de Jean Marguerite - court métrage -
- 1933 : Coralie et Compagnie d'Alberto Cavalcanti - La tante Laure
- 1933 : On a volé un homme de Max Ophüls - La vieille dame
- 1933 : L'Accordeur d'Henri Diamant-Berger - court métrage -
- 1934 : Nous ne sommes plus des enfants d'Augusto Genina
- 1934 : Le Prince Jean de Jean de Marguenat - Mme de Grivelles
- 1935 : Martha ou les Dernières roses de Karl Anton - La duchesse
- 1936 : L'Ange du foyer de Léon Mathot - Miss Watson
- 1937 : Le Fauteuil 47 de Fernand Rivers - Arsinöé, l'habilleuse
- 1937 : Maman Colibri de Jean Dréville - Mme de Saint-Puy
- 1937 : Le Compositeur du dessus de Paul Mesnier - court métrage -
- 1938 : La Maison du Maltais de Pierre Chenal - L'épouse du collectionneur
- 1938 : Ma sœur de lait de Jean Boyer - Mlle Estève, la gouvernante
- 1938 : La Présidente de Fernand Rivers - Sophie
- 1939 : Visages de femmes de René Guissart - Mme Legrand
- 1939 : Marseille mes amours de Jacques Daniel-Norman - Tante Anna
- 1939 : Moulin rouge d'André Hugon - La concierge
- 1940 : Elles étaient douze femmes de Georges Lacombe - La bonne
- 1941 : Patrouille blanche de Christian Chamborant - Mme Galvin
- 1941 : Le Valet maître de Paul Mesnier - Agathe
- 1945 : Nous ne sommes pas mariés de Bernard-Roland
- 1945 : Son Dernier Rôle de Jean Gourguet
- 1946 : Le Charcutier de Machonville de Vicky Ivernel - La marquise
- 1946 : La Kermesse rouge de Paul Mesnier - Éléonore de Saint-Aubin
- 1948 : L'Armoire volante de Carlo Rim - La première commère
- 1948 : Ces dames aux chapeaux verts de Fernand Rivers - Mlle de Valencourt
- 1948 : Cité de l'espérance de Jean Stelli - Mme Euridipe
- 1948 : Jo la Romance de Gilles Grangier - Mamita
- 1949 : L'Atomique monsieur Placido de Robert Hennion - La vieille dame
- 1949 : Au grand balcon d'Henri Decoin - Mme Viard
- 1949 : Une nuit de noces de René Jayet - La présidente
- 1949 : Ronde de nuit de François Campaux - Une concierge
- 1949 : Un trou dans le mur d'Émile Couzinet - La concierge
- 1950 : Justice est faite d'André Cayatte - La mère de béatrice
- 1950 : Garou-Garou, le passe-muraille de Jean Boyer - Mme Eloïse
- 1950 : Le Rosier de madame Husson de Jean Boyer - Mme de Goudreville
- 1953 : Carnaval de Henri Verneuil - La présidente des filles repenties
- 1954 : Le Mouton à cinq pattes de Henri Verneuil - Justine, la bonne des Durand-Perrin
- 1955 : Les Carnets du Major Thompson de Preston Sturges
- 1955 : Des gens sans importance de Henri Verneuil - Une employée chez Barchandeau
- 1955 : Je suis un sentimental de John Berry - La malade dans la chambre d’hôpital
- 1955 : Quatre jours à Paris d'André Berthomieu - L'habilleuse
- 1956 : Mademoiselle et son gang de Jean Boyer - La bourgeoise qui emploie Agnès comme nurse
- 1956 : Nous autres à Champignol de Jean Bastia - Mlle Tintoret
- 1956 : La Terreur des dames ou Ce cochon de Morin de Jean Boyer
- 1957 : Sénéchal le magnifique de Jean Boyer - La souffleuse au théâtre
- 1960 : Boulevard de Julien Duvivier
- 1962 : Le Diable et les Dix Commandements de Julien Duvivier - Une paroissienne, dans le sketch : « Dieu en vain ne jureras »
- 1963 : L'Homme de Rio de Philippe de Broca

## Théâtre
- 1905 : Tom Pitt, le roi des pickpockets de Victor de Cottens et Victor Darlay, Théâtre du Châtelet
- 1919 : Tout feu...Tout flemmme, revue d'Albert Willemetz, avec Loulou Hégoburu, Paulette Franck et Phyllis Monkman au Casino de Paris[2]
- 1927 : Spirit of Paris, revue de Pierre Veber et Briquet au théâtre de la Madeleine avec Georges Morton et Peggy Vere[3].
- 1930 : Folies de Paris, revue de Saint-Granier aux Folies-Marigny[4].
- 1936 : Le Guéridon Empire de Rip, mise en scène Edmond Roze, Comédie des Champs-Élysées
- 1937 : Âneries 37, revue de Géo Charley et Raymond Souplex avec Frédéric Duvallès, Rose Carday, au Théâtre des Deux Ânes[5].
- 1944 : Clochemerle, opérette de Raymond Souplex, d’après le roman de Gabriel Chevallier, musique de Fernand Warms, 11 mars 1944 au Théâtre Moncey[6]